# ناخن فرورفته

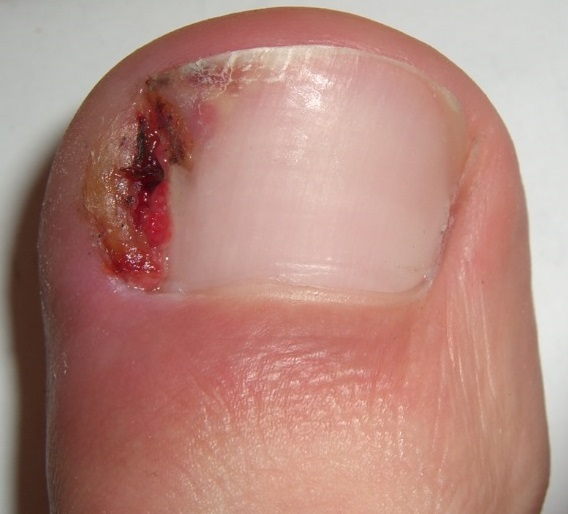

فرورفتن ناخن در گوشت انگشت (به انگلیسی: Ingrown nail) یا Onychocryptosis یکی از شایع‌ترین بیماری‌های ناخن است. عامل ایجاد این بیماری که اکثراً در انگشت شست پا دیده می‌شود، رشد بیش از حد ناخن و فرورفتن آن در شیار ناخن است. این حالت معمولاً با درد و ایجاد عفونت همراه است.

## علت
عمده‌ترین علت ایجاد آن، کوتاه کردن ناصحیح ناخن است، ایجاد لبه‌های تیز و متعاقب آن رشد ناخن باعث فرورفتن آن در پوست شیار ناخن می‌گردد. از علت‌های دیگر می‌توان به ضربه‌های وارد در پیاده روی طولانی یا دویدن اشاره نمود همچنین پوشیدن کفش‌های تنگ و عدم رعایت بهداشت پا از عوامل دیگر است. شیوع آن در بعضی از افراد خانواده نشان دهنده احتمال تأثیر عامل ارثی را مطرح می‌نماید.

## علائم
شایعترین محل بیماری ناخن فرورفته، انگشت شست پا است و از نظر شدت علائم به سه نوع خفیف، متوسط و شدید تقسیم می‌شود. در نوع خفیف تورم و قرمزی در ناحیه مبتلا وجود دارد و دردناک بوده و راه رفتن بیمار مشکل می‌گردد. در نوع متوسط تورم شدید گشته و با عفونت و ترشح خونابه و چرک همراه است. نوع شدید حالت مزمن دارد و با تولید بافت گرانولوم و تغییر شکل ناخن مشخص می‌گردد.

## درمان

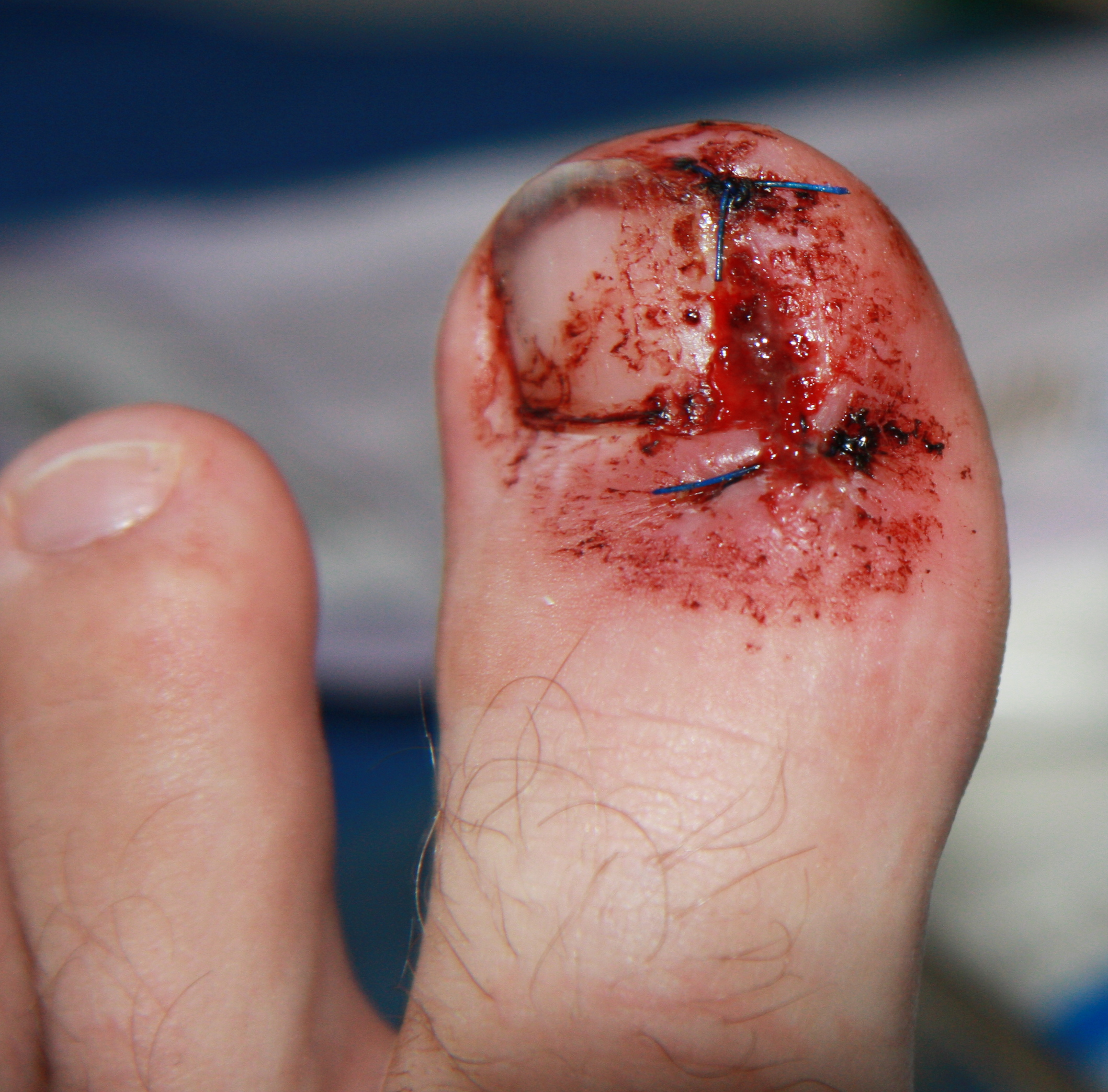
درمان ناخن فرو‌ رفته انگشت پا

درمان بستگی به نوع و شدت عارضه دارد و در موارد حاد باید از روش ارتونیل زیر نظر پزشک تجویز شود.
ارتونیل یا ارتودنسی ناخن 
سیم‌های مخصوصی به روی صفحه ناخن نصب می‌شود، که ناخن را از کناره‌ها بلند کرده و از رشد آن به داخل بافت ها جلوگیری می کند. سیم ها می‌توانند، صفحه‌ی ناخن را که به شدت خم و لوله ای شکل شده است، صاف کنند. 
درگذشته ناخن فرورفته در گوشت توسط پزشکان کشیده می‌شد اما با پیشرفت تکنولوژی و دانش پزشکی در کشورهای توسعه یافته و امروزه در ایران از متد درمانی ارتونیل برای اصلاح فرم ناخن فرورفته درگوشت استفاده می‌شود.که به عنوان قطعی‌ترین و تنها روش درمان برای ناخن فرورفته درگوشت شناخته شده است.
در زبان انگلیسی اصطلاحا به ارتونیل (Orthonyxia) گفته می‌شود.
در موارد خفیف که عفونت وجود ندارد استراحت دادن به پا و ماساژ ملایم با آب ولرم مؤثر است ولی در مواردی که ترشح چرکی وجود دارد بخصوص در بیمارانی که دچار دیابت هستند، مراجعه به پزشک الزامی است. دستکاری توسط بیمار ممکنست به بروز عفونت بیشتر منجر شود.  پزشک جراح علاوه بر تجویز آنتی بیوتیک مناسب، از روش‌هایی مانند بانداژ و رد کردن نخ دندان و تخلیه چرک استفاده می‌کند.  ممکن است جراح برای کنترل عفونت مجبور شود قسمتی یا تمام ناخن را با بی‌حسی موضعی بردارد که البته این روش اغلب همراه با عوارض دردناک جراحی است و عموماً فرد باید نزدیک به سه هفته دست از کار بکشد همچنین ممکن است ناخن دوباره با حالت قبلی ( فرورونده در گوشت) در بیاید همچنین در مواردی ممکن است ناخن بیمار همراه با بدشکلی‌هایی دوباره رشد کند و حالت طبیعی خود را از دست بدهد. روش دیگر بریدن ناحیه‌ای از ناخن است که در گوشت فرورفته‌است و بعد از آن با روش‌هایی ریشه ناخن سوزانده می‌شود.
یکی از درمان های بسیار راحت ناخن فرورفته استفاده از محلول سالیسیلیک اسید میباشد که برای درمان میخچه زگیل عقربک به کار می رود ابتدا با اضافه کردن چند قطره محلول اسید در گوشه ناخن عفونت از بین می رود سپس با استفاده از چسب گوشه انگشت پا را به بغل هدایت میکنیم تا ناخن فضا بیشتری پیدا کرده و دچار فرو رفتگی در گوشت نشود بعد از چند هفته مشکل فرو رفتگی ناخن در انگشت پا برطرف میشود و نیازی به عمل جراحی و دکتر نیست